# Damian Sebeșan
Damian Sebeșan (n. secolul al XIX-lea – d. secolul al XX-lea) a fost un deputat în Marea Adunare Națională de la Alba Iulia, organismul legislativ reprezentativ al „tuturor românilor din Transilvania, Banat și Țara Ungurească”, cel care a adoptat hotărârea privind Unirea Transilvaniei cu România, la 1 decembrie 1918.

## Biografie
A fost învățător la Școala primară din comuna Săcusâgi, din circumscripția plasei Aradul Nou, județul Timiș-Torontal timp de 43 de ani, între 1887-1930.

## Activitatea politică
Ca deputat în Adunarea Națională din 1 decembrie 1918, Damian Sebeșan a fost delegat al din circumscripția plasei Aradul Nou, județul Timiș-Torontal.